# HE 1523-0901

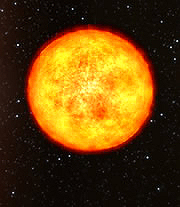
艺术家笔下的HE 1523-0901

HE 1523-0901是一颗位于天秤座的红巨星，它在银河系内，距离地球大约7500光年。它被认为是一颗第二星族星（或贫金属星）为目前发现年龄最老的恒星（[Fe/H] = −2.95）。它的質量為太陽的0.8倍。通过欧洲南方天文台的甚大望远镜测量出为132亿年，而宇宙年龄大约为137亿年。
這顆恆星也是人們首次透過量度元素鈾、釷等衰變，而推算其年齡。